# Пенсия
Пе́нсия (от лат. pensio — платёж) — регулярные денежные выплаты лицам, которые достигли пенсионного возраста, имеют инвалидность, потеряли кормильца или в связи с длительной профессиональной деятельностью и позволяющие человеку жить полноценно, как в физическом, так и в духовном плане.
В Толковом словаре живого великорусского языка Владимира Даля определено что Пенсион м. или пенсия ж. фрнц. оклад сверх жалованья, за отличие или за выслугу лет; || оклад по выходе в отставку за службу. Человек получающий, получающая пенсию — Пенсионер м. Пенсионерка ж..

## Определение
Согласно БРЭ пенсия — это гарантированная ежемесячная денежная выплата для обеспечения граждан по достижении ими пенсионного возраста, в случае потери трудоспособности, потери кормильца или в связи с длительной профессиональной деятельностью.

## История
Впервые на государственном уровне ввел военные пенсии Гай Юлий Цезарь в Римской империи. В VII в. пенсии были введены халифом Умаром в Праведном халифате как форма закята (благотворительности), одного из пяти столпов ислама. Налоги (включая закят и джизью), собранные в казну правительства, использовались для обеспечения доходов нуждающихся, включая бедных, престарелых, сирот, вдов и инвалидов.
Впервые слово «пенсия» (от латинского pension — «выплата») появилось в документах Парижской счетной палаты в царствование Людовика XI во второй половине XV века и означало суммы, ежегодно перечислявшиеся первому камергеру английского короля Эдуарда IV Уильяму Гастингсу и другим английским сановникам. По сути, это были взятки.
Особый размах приобрела выплата пенсий при Людовике XIV, одним из прозвищ которого было «король-кормилец». Возраст при назначении королевских пенсий не играл никакой роли. Например, Людовик XIV пожаловал пенсию в две тысячи ливров в год молодой вдове поэта Скаррона, которая стала впоследствии королевской фавориткой и получила известность под именем маркизы де Ментенон.
Пенсионное обеспечение было введено для офицеров военно-морского флота во Франции в 1673 году. В период Великой французской революции, в 1790 году, был принят Закон о пенсиях для гражданских государственных служащих, отслуживших тридцать лет и достигших пятидесятилетнего возраста. В 1825 году в Пруссии был создан первый пенсионный фонд для чиновников. Массовое и универсальное пенсионное обеспечение впервые появилось в Германии в 1889 году, в Дании — в 1891 году, в Великобритании — в 1908 году, во Франции — в 1910 году. Оно подразумевало увязку размеров пенсий с размерами страховых взносов и зарплаты застрахованных работников, обязательное пенсионное страхование работников наёмного труда от старости, инвалидности и утраты кормильца.
Всеобщее пенсионное страхование было впервые законодательно введено в Швеции в 1913 году, однако закрепленные законом суммы выплат хотя и являлись для своего времени значительными, но не позволяли выйти из черты бедности, что подразумевало наличие государственной системы заботы о престарелых.
Пенсионное обеспечение в Австрии появилось в 1906 году: в 1906 году в Австрии было введено пенсионное страхование для белых воротничков, а в июле 1928 года был принят закон о социальном страховании лесных и сельскохозяйственных служащих.
В Италии пенсии были введены в 1919 году, в Канаде — в 1927 году, в США — в 1935 году, в Австралии — в 1908 году, в Дании — в 1891 году, в Новой Зеландии — в 1898 году, в 1913 году — в Голландии и Швеции.
В Японии пенсии были введены в 1942 году, но фактически стали выплачиваться только в 1954 году, в Южной Корее пенсии введены в 1988 году. В настоящее время власти Японии направляют на субсидирование государственных пенсий 2 % от ВВП. Помимо проблемы стареющего населения, пенсионный фонд Японии теряет огромные деньги в результате неудачных инвестиций на фондовых рынках.
Пенсии были введены в Чили в 1928 году, в Уругвае — в 1928 году, в Бразилии — в 1934 году, в Эквадоре — в 1935 году, в Перу — в 1936 году, а под воздействием рекомендаций МОТ и доклада Уильяма Бевериджа 1942 года пенсии были введены в Венесуэле (1940 год), Панаме (1941 год), Коста-Рике (1941 год), Мексике (1943 год), Парагвае (1943 год), Колумбии (1946 год), Доминиканской Республике (1947 год), Сальвадоре и Боливии (1949 год). В 1980-х годах началось реформирование пенсионных систем в Латинской Америке.
В Ирландии нет социального страхования по старости. Во всяком случае, не было до 1963. Любопытно, что и рождаемость в Ирландии до 1990-х, ровно поколение после 1960-х, держалась выше уровня простого воспроизводства и ощутимо выше окрестных европейских стран[значимость факта?].
В Китае до сих пор нет всеобщего пенсионного обеспечения: сейчас пенсию в Китае получают 66 % населения — «из 230,8 млн человек старше 60 лет, по данным CEIC, выплаты от государства получает только 152,7 млн человек». В Малайзии в 1951 году появился Сберегательный фонд работающих, который охватывал почти все работающее население. Подобные сберегательные фонды есть в Индии, Индонезии, Непале и в некоторых африканских странах: Гамбии и Замбии.
Система автоматического повышения размера пенсий впервые была введена в Дании в 1922 году, затем — в Исландии и Люксембурге — в 1946 году, во Франции — в 1948 году, а в 1950-х годах — в Бельгии, Чили, Финляндии, Израиле, Нидерландах и Швеции.
Сложная демографическая ситуация (один работающий содержит 3 пенсионеров, а средняя пенсия в 2011 году упала ниже 500 евро) вынудила Италию провести пенсионную реформу. С 1 января 2012 года в Италии установлен обязательный 20-летний стаж, одинаковый срок выхода на пенсию для мужчин, а также права на досрочный выход на пенсию в случае набора трудового стажа в 41 год и 6 месяцев для женщин и 42 года и 6 месяцев для мужчин на 2014—2015 годы.
В связи со старением населения Украина проводит пенсионную реформу. Если в 1991 году доля людей старше 60 лет составляла на Украине 18,7 %, то сейчас — 22,1 %. По оценкам демографов, в 2036 году доля пенсионеров составит 30 % и вдвое превысит количество молодежи до 14 лет. Сейчас на Украине на 10 миллионов работающих приходится 12 миллионов пенсионеров.
Размер средней пенсии на Украине составляет 33 % от средней зарплаты, в Великобритании — 90 %, в Польше — 58 %, в Белоруссии — 42 %, а в России — 38 %.
Минимальная пенсия в Узбекистане с 1 декабря 2017 года составляет: пенсии по возрасту — 336 880 сумов в месяц, пособия инвалидам с детства — в размере 336 880 сумов в месяц, пособия престарелым и нетрудоспособным гражданам, не имеющим необходимого стажа работы, — в размере 206 720 сумов в месяц.
В связи с демографическими проблемами (старение общества) многие государства (Франция, Германия, Россия и другие) в настоящее время пересматривают свою пенсионную политику.
Средний размер пенсий в мире колеблется от 2800 долларов в месяц в Дании до 40 долларов (по другим данным, 50 долларов) в месяц в Грузии.
Список 15 стран с самыми устойчивыми пенсионными системами: Австралия, Швеция, Новая Зеландия, Норвегия, Нидерланды, Дания, Швейцария, США, Латвия, Великобритания, Эстония, Канада, Финляндия, Россия и Чили.
Многие западные (и некоторые российские) исследователи считают пенсию инструментом снижения рождаемости. Так, Аллан Карлсон указывал, ссылаясь при этом также и на Гуннара Мюрдаля, что с принятием пенсий потеряна ценность детей как инвестиций на старость, и человеку выгодно иметь одного (а лучше — ещё меньше) ребёнка.
Немецкие исследователи Роберт Фенге и Беатрис Шойбель пытались вычислить долю влияния пенсий на падение рождаемости в Германии, на отрезке 1895—1907 гг, у них получилось 15 %.
Подробнее о таких исследованиях в статье Гипотеза социального обеспечения по старости.
В России
По данным Пенсионного фонда Российской Федерации, пенсии стали вводиться постепенно ещё в XVII веке. Однако само слово вошло в употребление при Петре I. В его указе «О пенсионе бывшим военным» говорилось: «Назначить достойное пожизненное содержание, дабы не позорили честь мундира». Впервые детально проработанное законодательство о пенсиях отставным офицерам и чиновникам было принято при Николае I в 1827 году.
В Российской Империи универсальное пенсионное обеспечение отсутствовало, однако вообще государственные и ведомственные пенсии получали все отставные чиновники и военные, а также народные учителя, дети и вдовы умерших чиновников и военных и подданные, состоявшие в специализированных страховых обществах. Пенсионное обеспечение распространялось также на медперсонал казённых больниц, инженеров и мастеров, а с 1913 года — и рабочих государственных предприятий и железных дорог.
В 1930 году в Советской России было принято «Положение о пенсиях и пособиях по социальному страхованию», а в 1932 году был законодательно установлен возраст выхода на пенсию по старости: 55 лет для женщин и 60 — для мужчин (в 2018 году поднят возраст 60 лет для женщин и 65 — для мужчин). Дальнейшее развитие системы пенсионного обеспечения в СССР получило в 1956 году, с принятием закона «О государственных пенсиях». С выходом в 1964 г. «Закона о пенсиях и пособиях членам колхозов» происходит окончательное становление пенсионной системы СССР.
В современной России в 2018 году поднят возраст выхода на пенсию по старости: к 2028 году 60 лет для женщин и 65 — для мужчин.
Также на дополнительную пенсию могут рассчитывать военнослужащие запаса и в отставке. В ПФР существует отдельный расчет размера военной пенсии.
По состоянию на 1 января 2025 года, в системе Социального фонда России (СФР), числятся 41 169 796 пенсионеров, из них 33 379 424 человека, получают выплаты по старости, получающих пенсии по инвалидности и потере кормильца, соответственно — 2 193 963 и 1 456 262 человек, и кроме того, 3 466 291 человек получает социальные пенсии.

## Виды пенсий
Существуют следующие виды пенсии:
- страховая пенсия;
- государственная пенсия;
- накопительная пенсия;
- негосударственная пенсия.

## Типы пенсионных систем
По способу финансирования:
- Распределительная — в основе лежат принципы социального страхования, подразумевающие сочетание личной ответственности и коллективной взаимопомощи. Средства поступают в общий бюджет от работающих граждан, а затем распределяются на равных началах нынешним пенсионерам. То есть, вносимые в фонд средства не закрепляются за лицом, которым они были уплачены.
- Накопительная — основана на индивидуальной ответственности[44]. Каждый работник формирует свои собственные пенсионные накопления, которые инвестируются страховщиком и за счет этого преумножаются.

Существуют проекты об оплате пенсии родителей из зарплаты детей..

## В ЕС
На 2016 год средний возраст выхода на пенсию в странах Европейского союза — 65 лет. В 2010 году Еврокомиссия рекомендовала повысить пенсионный возраст до 70 лет. В Германии получают пенсию по возрасту с 65 лет (по другим данным — с 67).

## В России
Согласно российскому законодательству, «страховая пенсия» — это «ежемесячная денежная выплата в целях компенсации застрахованным лицам заработной платы и иных выплат и вознаграждений, утраченных ими в связи с наступлением нетрудоспособности вследствие старости или инвалидности, а нетрудоспособным членам семьи застрахованных лиц — заработной платы и иных выплат и вознаграждений кормильца, утраченных в связи со смертью этих застрахованных лиц, право на которую определяется в соответствии с условиями и нормами, установленными настоящим Федеральным законом. При этом наступление нетрудоспособности и утрата заработной платы и иных выплат и вознаграждений в таких случаях предполагаются и не требуют доказательств» ст. 2, Федеральный закон от 17.12.2001 N 173-ФЗ (ред. от 03.12.2012) (утратил силу) «О трудовых пенсиях в Российской Федерации»".
Государственная пенсия — это ежемесячная государственная денежная выплата, право на получение которой определяется в соответствии с условиями и нормами, установленными настоящим Федеральным законом, и которая предоставляется гражданам в целях компенсации им заработка (дохода), утраченного в связи с прекращением федеральной государственной гражданской службы при достижении установленной законом выслуги при выходе на трудовую пенсию по старости (инвалидности); либо в целях компенсации утраченного заработка гражданам из числа космонавтов или из числа работников летно-испытательного состава в связи с выходом на пенсию за выслугу лет; либо в целях компенсации вреда, нанесенного здоровью граждан при прохождении военной службы, в результате радиационных или техногенных катастроф, в случае наступления инвалидности или потери кормильца, при достижении установленного законом возраста; либо нетрудоспособным гражданам в целях предоставления им средств к существованию.(в ред. Федеральных законов от 18.07.2009 N 187-ФЗ, от 24.07.2009 N 213-ФЗ (ред. 25.12.2009))
ст. 2, Федеральный закон от 15.12.2001 N 166-ФЗ (ред. от 01.07.2011) «О государственном пенсионном обеспечении в Российской Федерации».
В России пенсии по государственному пенсионному обеспечению и трудовые пенсии, назначаемые в порядке, установленном действующим законодательством, не подлежат налогообложению. С 2002 года в стране началась пенсионная реформа, которая в итоге (по состоянию на начало 2013 года) разделила пенсию на две части: страховую и накопительную.
В результате реформы принята двухуровневая система управления накопительной частью пенсии: гражданин может выбирать между Пенсионным Фондом РФ (ПФР) и одним из негосударственных пенсионных фондов. В случае размещения накопительной части пенсии в ПФР застрахованное лицо может выбирать между государственной (ГУК, в настоящее время ВЭБ) и одной из частных управляющих компаний.
Источниками поступлений в ПФ являются:
- а) отчисления действующих работников;
- б) трансферт из федерального бюджета, то есть «из казны»[50].

Синявская и Омельчук в своей работе отмечают зависимость величины пенсии текущих пенсионеров от числа действующих работников и их (работников, а не пенсионеров) отчислений в ПФ.
Начисляют же пенсию по другим критериям, в основном это стаж пенсионера и его заработная плата.
С 6 февраля 2021 года изменены условия выплаты пенсий правопреемникам умерших лиц.
На 1 января 2025 года на учёте, в системе Соцфонда России, численность пенсионеров составляла 41 169 796 человек. Из них получали пенсии, человек:
- страховые, по старости — 33 379 424;
- по инвалидности — 2 193 963;
- по потере кормильца — 1 456 262[54].

По состоянию на 1 января 2025 года средний размер пенсии в России достиг уровня 23 175,17 рублей в месяц.